# Sammy Moore
Sammy Moore (Leuven, 9 juli 1969) is een Vlaamse zanger uit Rotselaar. Zijn echte naam is Samuel Moh Moh, hij heeft een Marokkaanse afkomst langs vaders kant. Zijn repertoire bestaat uit Nederlandstalige liedjes, schlagers en ballades.

## Biografie

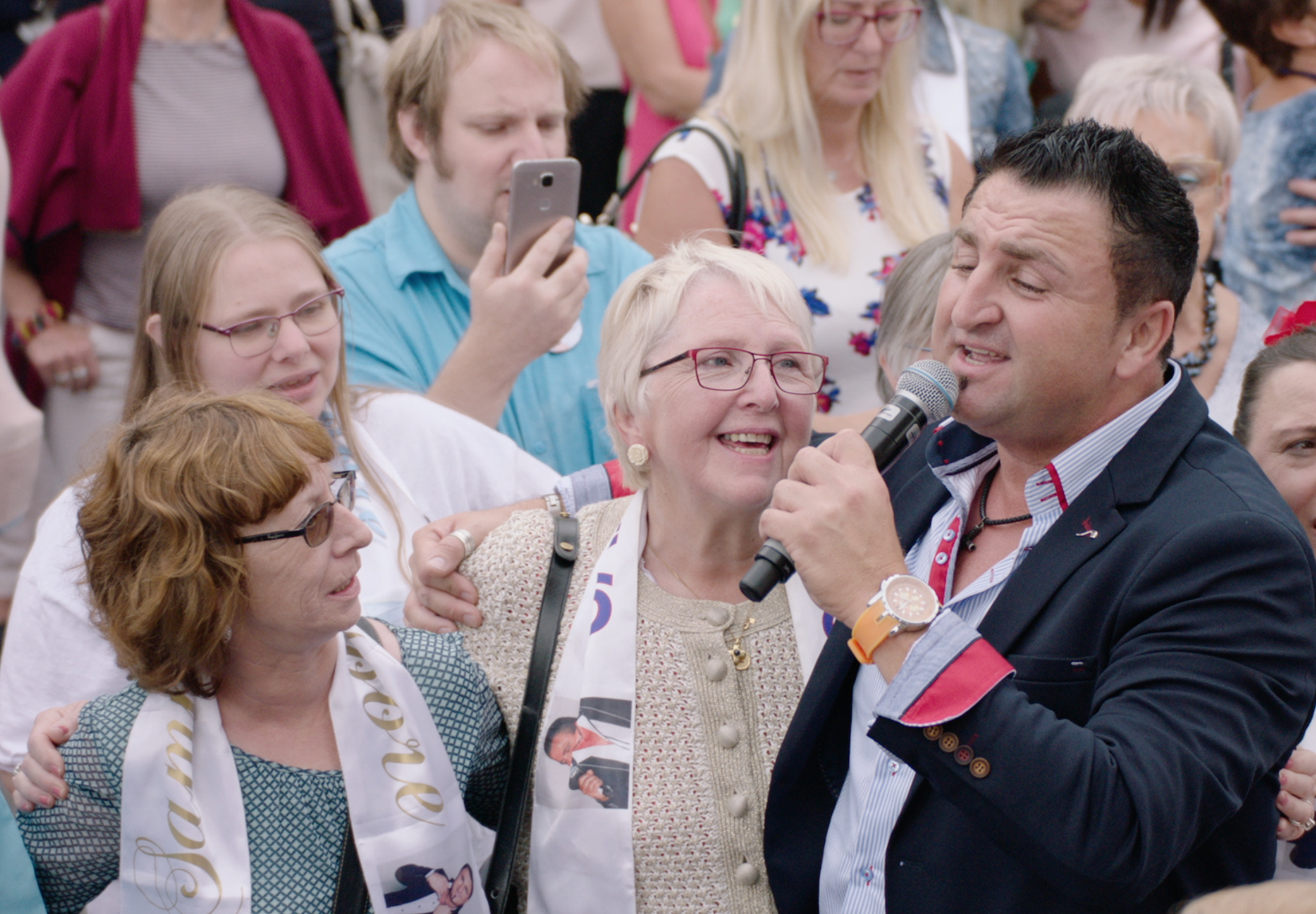
Sammy Moore zingt 'Hou me vast' op de jaarmarkt in Leuven, 2017

Sammy Moore volgde de Rijksmiddelbare school van Wilsele-Putkapel, waarna hij als verkoper en installateur van verwarmingsinstallaties aan de slag ging in de zaak van zijn vader. Samen met zijn broers Erik en Michaël bouwde hij de eenmanszaak uit tot het familiebedrijf Mony & Zonen.
Muzikaal gezien is Sammy Moore een laatbloeier. Wegens omstandigheden is hij pas op middelbare leeftijd begonnen. Pas in december 2013 zette hij zijn eerste stappen in het professionele circuit, onder impuls van zijn jeugdvriend, de componist Jim Nijs. Voordien was Sammy Moore vooral actief in het Leuvense karaokecircuit. 
De samenwerking leidde op 2 december 2014 tot de debuutsingle 'A Star Is Born'. Tot op heden werkt Sammy Moore samen met Jim Nijs voor alle eigen nummers.

## Discografie

### Albums
| Track | Titel                   | Duur  | Bewerking                 |
| ----- | ----------------------- | ----- | ------------------------- |
| 1     | Stel je voor            | 03:50 |                           |
| 2     | Altijd zomer            | 03:37 |                           |
| 3     | Een nieuwe start        | 03:19 |                           |
| 4     | Valentijn               | 03:06 |                           |
| 5     | Vrienden voor het leven | 03:02 | duet met Marina Wally     |
| 6     | Kom vanavond bij mij    | 03:26 |                           |
| 7     | La Maladie d'amour      | 03:35 | cover van Michel Sardou   |
| 8     | Samen zijn              | 03:41 | cover van Willeke Alberti |
| 9     | Een ster                | 03:01 |                           |
| 10    | Zij gelooft in mij      | 03:59 | cover van André Hazes     |
| 11    | Kerstmis                | 03:29 |                           |

### Singles
| Single                  | Datum van binnenkomst | Hoogste positie | Aantal weken |
| ----------------------- | --------------------- | --------------- | ------------ |
| Kerstmis                | 02/01/2016            | 49              | 1            |
| Valentijn               |                       | Tip             | 4            |
| Altijd zomer            |                       | Tip             | 4            |
| Vrienden voor het leven | 24/09/2016            | 35              | 5            |
| Samen zijn              | 17/12/2016            | 39              | 4            |
| Hou me vast             | 18/03/2017            | 26              | 7            |
| Doe niet zo sexy        | 26/08/2017            | 36              | 4            |